# Nepocarcelia fulva
Nepocarcelia fulva är en tvåvingeart som beskrevs av Townsend 1927. Nepocarcelia fulva ingår i släktet Nepocarcelia och familjen parasitflugor. Inga underarter finns listade i Catalogue of Life.